# Alain Bombard
Alain Bombard (pronunciació francesa: [alɛ̃ bɔ̃baʁ] ; París, 27 d'octubre de 1924 - París, 19 de juliol de 2005) va ser un biòleg, metge i polític francès famós per navegar en un petit vaixell a través de l'oceà Atlàntic sense subministrament. Va teoritzar que un ésser humà podria sobreviure molt bé al viatge a través de l'oceà sense provisions i va decidir provar ell mateix la seva teoria per salvar milers de vides de persones perdudes al mar.
Va ser diputat al Parlament Europeu del Partit Socialista per França de 1981 a 1994.

## Biografia
El 19 d'octubre de 1952 Bombard va començar el seu viatge solitari a través de l'oceà Atlàntic fins a les Índies Occidentals, després de visitar la seva filla recent nascuda a França. Abans havia navegat a l'oceà Atlàntic en solitari, de Tànger a Casablanca (13-20 d'agost) i de Casablanca a Las Palmas (24 d'agost - 3 de setembre).
El pla original havia estat navegar per l'Atlàntic amb un amic, el navegant anglès Jack Palmer, amb qui va navegar poc abans de Mònaco a Menorca (5 de maig - 11 de juny), però Jack va abandonar Alain a Tànger. Bombard va navegar en un vaixell inflable Zodiac anomenat l'Hérétique ("l' heretic "), que feia només 4.5 metres (15 ft) llarg, prenent només un sextant i gairebé sense provisions.
Bombard informa que va sobreviure pescant (i utilitzant peixos com a font d'aigua dolça i aliment) amb un arpó i ganxos fets a si mateix, i collint el plàncton de la superfície amb una petita xarxa. També va beure una quantitat limitada d'aigua de mar durant un llarg període en el seu viatge. El 23 d'octubre, el quart dia del viatge, Bombard va haver d'arreglar una vela vella esquinçada, mentre que la vela de seguretat va volar. També va cometre un gran error de navegació que el va fer creure que navegava molt més ràpid del que realment era. El cinquanta-tres dia del viatge es va trobar amb un vaixell. La tripulació li va dir que encara feia més de 1,000 quilometres (620 mi) curt del seu objectiu.
Tanmateix, després que la tripulació del vaixell li va oferir un àpat, Bombard va decidir continuar. Bombard va arribar a Barbados el 23 de desembre de 1952, després 4,400 quilometres (2,700 mi) de viatge. Bombard havia perdut 25 quilograms (55 lb) i va ser hospitalitzat breument. Va publicar el 1953 un llibre sobre el seu viatge titulat Naufragé Volontaire .
L'afirmació de Bombard va ser posteriorment provada i impugnada per Hannes Lindemann, un metge alemany, piragüista i pioner de la vela, tot i que tant l'armada francesa com la taiwanesa van coincidir amb les conclusions de Bombard, l'exercici taiwanès es va estendre fins a 134 dies. Lindemann volia repetir el viatge de Bombard per tal d'entendre millor la vida amb aigua salada i peixos, però va trobar que necessitava aigua dolça (de la pluja) la majoria dels dies.
Lindemann va afirmar més tard que Bombard havia agafat aigua dolça i l'havia consumit a l'oceà, i que també li havien proporcionat en secret més subministraments durant el seu viatge. Les pròpies observacions de Lindemann sobre les reaccions a l'escàs subministrament d'aigua dolça es van convertir en la base de les recomanacions de navegació de l'Organització Mundial de la Salut.
Tanmateix, sembla que Bombard podria haver estat mal entès pel que fa a la possibilitat de sobreviure sense aigua dolça. Bombard mai va argumentar que la supervivència humana només és possible bevent aigua de mar. Per contra, va indicar que l'aigua de mar en petites quantitats pot allargar la supervivència si s'acompanya, si no es disposa d'aigua de pluja, de l'absorció de líquids presents en els cossos dels peixos. Per si sola, només va afirmar que l'aigua de mar pot allargar el període de consciència durant el qual es poden buscar alternatives. El llegat de Bombard encara es debat; en tot cas, una bassa de supervivència inflable encara s'anomena molt sovint "bombarda" en francès, en record de l'aventura del metge a l'Atlàntic.
El 1958, Bombard i sis homes estaven provant un vaixell de goma en aigües agitades de la costa de la ciutat francesa d'Étel quan una onada va bolcar l'embarcació. Una tripulació de rescat de set persones, que estava pendent durant la prova, va venir al rescat de Bombard en un vaixell salvavides que va ser bolcat per una onada enorme que va fer caure nou de les 14 persones a bord per la borda. Bombard i quatre homes van ser els únics supervivents.
Bombard va morir a Toulon el 2005 als 80 anys .

## Aparicions als mitjans
Bombard va aparèixer en un episodi del programa de televisió educatiu 3-2-1 Contact l'any 1986, en què entrena a dos dels adolescents membres del repartiment en les seves tècniques de supervivència amb una bassa salvavides utilitzant una bassa real a mar obert.

## Llibres en anglès
- The Voyage of the Heretique, Simon and Schuster (1953) OCLC 148763771
- The Bombard Story (1955) OCLC 806059973
- Dr. Bombard Goes to Sea, Vanguard Press (1957) OCLC 1578224

## En la cultura popular
- Alain Bombard és citat com a referència a la història de Tintín Els taurons del mar vermell, on Tintín aconsella al capità Haddock que begui aigua de mar, com va fer el doctor Bombard.[2]